# Dendrocoris contaminatus
Dendrocoris contaminatus är en insektsart som beskrevs av Philip Reese Uhler 1897. Dendrocoris contaminatus ingår i släktet Dendrocoris och familjen bärfisar. Inga underarter finns listade i Catalogue of Life.